# Chromia (Transformers)
Chromia es un personaje ficticio de la serie Transformers. Ella fue uno de los Autobots femeninos y la novia de Ironhide. Chromia era un personaje en 1986 Transformers animated una series de televisión, con la voz de Linda Gary. Aunque introducido en la década de 1980 este personaje no obtendría un juguete hasta que una convención exclusiva en 2005. Un segundo personaje llamado Chromia se introdujo en Transformers: Cybertron esta vez un Decepticon malvado que se convirtió en una de las cañoneras. Ella fue llamada Thunderblast cuando la serie fue doblada al inglés. Un tercer personaje llamado Chromia se introdujo para la película 2009 Transformers: la venganza de los caídos como una de las tres hermanas Autobot.

## Transformers: Generación 1
Chromia es la esposa de Ironhide  es una de los comandos de Elita-1, más experimentados y de confianza. Su talento para la improvisación es el legendario campo de batalla, y ella es muy buena en la interpretación de las órdenes para adaptarse mejor a una situación cambiante. Ella es fluida en el manejo de circunstancias inesperadas y compensar de inmediato. Chromia es uno de los muchos Autobots femeninas que lucharon junto a Elita One durante la Gran Guerra de Cybertron. Ella disfruta de su vida como un luchador, y muestra la personalidad e intereses similares a su amor Autobot, Ironhide.
La mayoría de los Transformers y muchos seres humanos tienden a subestimar sus habilidades como guerrero. Chromia goza de usar este concepto erróneo y la respuesta se obtiene una vez que sus aliados (y enemigos) descubren cuán cruel y mortal que puede ser. Chromia es una de las femeninas guerreras originales. Ella es un piloto excepcional y un líder experimentado. Un excelente estratega y líder, que a menudo se frustra cuando las tropas no siguen órdenes a la carta durante las misiones. Ella es a veces un exceso de confianza en sus capacidades, y se olvida de que ella no se construye tan fuerte como algunos de sus compañeros Autobots. Por lo tanto, ella tiende a necesitar remendado un poco más a menudo que sus compañeros Cybertronianos.

## Serie de dibujos animados
Chromia es uno de los Autobots femeninos de la generación 1 serie, y la novia del Autobot Ironhide. Un renombrado comandante del campo de batalla y el segundo al mando del equipo Autobot femenina notorio de Elita One. Al igual que el resto de los Autobots femeninos introdujo en el episodio La búsqueda de Alpha Trion, ella no hace otra aparición en la serie animada.

## Dreamwave Producciones
Elita 1, Chromia, Firestar y Moonracer aparecieron brevemente en el último número de Dreamwave Comics Generación Una serie entre los Transformers mujeres enviadas por los Quintessons a Cybertron. A pesar de que se suponía que a este personaje en el próximo arco argumental que implica el regreso de Optimus Prime, el cierre de la empresa dejó esta historia inconclusa.

## Publicaciones Divertidas
Chromia en Transformers: Líneas de tiempo es una continuación de la misma naturaleza de la Generación 1, un recolor de Energon de Arcee con un nuevo molde cabeza. Según Ben Yee " La idea original de este juguete era hacerlo Moonracer. El plan era desarrollar el carácter un poco y demostrar que había crecido desde sus días impetuosos de la Generación 1. Por desgracia, nos enteramos muy tarde en el juego que el nombre "Moonracer" no lo haría claras Hasbro gracias legales a otra empresa de juguetes que tienen la palabra "Moonracer" como parte de un juguete que producían. Chromia hizo claro, sin embargo, y no teníamos tiempo para tratar de crear otro nombre para ser investigado. .. Así que este juguete se convirtió Chromia. El proyecto de especificación tecnología se volvió a escribir rápidamente para hacer el personaje suena más como el guerrero fuerte de mente se muestra en la generación 1. "
Durante millones de años, Chromia sirvió como una de las tropas de choque de la clandestinidad Autobot en Cybertron. Mientras dura y decidida, Chromia conserva un ingenioso sentido del humor. Ella cree que las palabras son bastante sentido sin la acción que los respalde. Es una filosofía que da empleo dentro y fuera de combate. Su honestidad contundente menudo pone fuera otros Autobots, pero los que realmente entienden saber que esta es su manera de honrar a los Autobot ideal de verdad. Chromia es extremadamente protectora de recrudecimiento, con quien se ha comprometido a vigilar, por respeto a su camarada, Firestar. En el modo de vehículo, Chromia es capaz de alcanzar una velocidad máxima de 320 mph. Sus neumáticos han sido especialmente reforzado para soportar más el fuego de artillería. Combinado con su lanzador de misiles de montaje lateral y lanzagranadas, ella es una fuerza a tener en cuenta en la batalla. En el modo de robot, Chromia es extremadamente ágil y capaz de moverse rápidamente por todo el campo de batalla, mientras disparar su arma combinada con una precisión mortal. Chromia no es muy hábil para el pensamiento creativo, prefiriendo usar la fuerza bruta mayor parte del tiempo.

## IDW Publishing
Chromia nació desde el punto caliente contenida en el Metrotitan Caminus, una colonia lejana fue cortado de Cybertron mucho antes de la guerra y cuyos ciudadanos habían adaptado a su nueva vida con mediante el desarrollo de géneros diferenciados. El aislamiento de su pueblo terminó con la llegada de Thunderclash , que había venido a buscar la ayuda de un CitySpeaker con el fin de ayudar Metroplex. El CitySpeaker elegido, Windblade , necesitaba un guardaespaldas, sin embargo, y así Chromia (y Náutica) se alistó. Los tres se unieron a la tripulación de la Vis Vitalis poco antes de que se cruzó con Alpha Trion. El legendario Autobot estaba preocupado con una búsqueda importante, por lo que los tres se ofreció a ver después de Metroplex para él y para mantenerlo con vida. Burning Bright Bajo su reloj, Metroplex entrañas 's fueron asediados con los invasores, por lo Chromia y Nautica los cazaban para enfrentarlos y luchar contra ellos, si es necesario. Encontraron un pequeño grupo de robots y Chromia amenazaron con poner el daño sobre ellos.
Sus adversarios resultaron ser compañeros Autobots de la Luz perdida que estaban luchando contra un ejército de Amón enojados. Chromia y Nautica los llevó de vuelta a su jefe, Windblade, quien explicó su misión, y posteriormente la Luz Perdida fue capaz de dar Metroplex un salto, lo que le permite puente espacial de vuelta a Cybertron. A la llegada, que no podían hacer mucho, pero agárrate fuerte dentro Metroplex como la ciudad-bot hizo batalla con el Necrotitan. Tras la victoria de Metroplex, Chromia y sus amigos llegaron a mezclarse con los lugareños, incluyendo otro Autobot hembra llamada Arcee. El devenir Cuando el ejército de Shockwave de amonitas invadió Cybertron, los tres regresaron a Camiens Metroplex de convencerlo para combatir a los invasores. Hacia el final de la batalla, Mainframe contactarse Chromia para hacerles conocer la Luz Perdida estaba a punto de embestir Monstructor , aunque ella se frustró por la forma vaga, dramático él lo expresó. Chromia acompañado Nautica a su audición para unirse a la tripulación de la luz perdida , ayudando manteniendo laberíntica de su amiga al mínimo.
Seis meses después, Chromia se había quedado en Cybertron con el fin de proteger y capacitar Windblade como ella interpretó su papel como CitySpeaker del Metroplex. Ella era muy desconfiada del gobernante electo de Cybertron, Starscream, aunque Windblade prefirió darle el beneficio de la duda. Cuando Windblade pidió consejo sobre cómo interactuar mejor con Starscream, Chromia burló a elección del Windblade de hablar con el "mopey" Ironhide, pero estaba visiblemente molesto cuando Windblade se burlaba de ella en decirle a Ironhide ella lo describe como tal. Más tarde, Chromia acompañado Windblade como el par investigó un área de la ciudad que podrían revelar por qué Metroplex sufría apagones, y al final del día Chromia insistió en que no sobre-esfuerzan y vuelven a reunirse en la mañana. Sin embargo, por la mañana, cuando se reagruparon, una explosión envió Windblade a través del aire, muy dañada. Chromia la arrastró a la atención médica.

## Transformers: Cybertron
Chromia es el nombre japonés para el Decepticon Thunderblast.

## Transformers: la venganza de los caídos
Chromia es hermana de Arcee y Elita One y disfruta de la caza de Decepticons con su viejo amigo Ironhide. Según el escritor Roberto Orci tenía previsto para las tres motocicletas ser un solo individuo llamado Arcee, pero Michael Bay se fue con la idea de las biografías de Hasbro de las tres motos ser individuos.
IDW Publishing
Chromia es una de las fuerzas Autobot que son testigos del lanzamiento de la nave Decepticon Nemesis. Aunque sin nombre en la historia Arcee, Chromia y Elita One se encuentran entre los Autobots en venir a la Tierra en respuesta a la señal de Optimus Prime invitando a todos los de su especie para llegar allí. Ella se une con los Autobots basados Tierra en Transformers: Alliance # 4.
En California los Autobots tendieron una trampa a los esbirros Divebomb de Starscream, Fearswoop y Skystalker por tener a Theodore Galloway que lo hacen pasar por un traficante de armas de intentar comprar tecnología Cybertroniana. La trampa es descubierta y los Autobots envían a Arcee, Chromia, Elita-1, Ironhide, Mudflap y Skids. Divebomb y Skystalker mueren, mientras que Fearswoop es capturado por los Autobots y llevado de vuelta a la base de NEST en Diego García. 
Película 2009 (Transformers: la venganza de los caídos)
Chromia, Arcee y Elita One estaban en un remolque en Shanghái cuando apareció el holograma de su conductora en su asiento. Persiguió y luchó contra el Decepticon Sideways en un callejón en Shanghái, dónde le disparaba varias veces pero terminó chocando contra Sideways y cayendo al suelo y luego atravesó un edificio para seguir a Sideways pero Sideways se alejó. Chromia regresa a su base NEST en Diego Garcia y estaba estacionada mientras Optimus charlaba con el director Galloway acerca de la amenaza que representan los Autobots a la Tierra. Luego es remolcada de New Jersey a Diego Garcia. Ella comenzó la búsqueda de Sam y Mikaela junto a Ironhide y sus hermanas como un equipo de avanzada para rescatar a Sam en Egipto. Arcee encontró a Sam y Mikaela y mientras Elita-One trataba se llevarlos con Optimus, ella se quedó atrás con Ironhide. Elita One y Arcee fueron golpeadas por Decepticons mientras trataban de proteger a Sam, mientras Chromia se cubre detrás de un edificio. Chromia no se ve o se mencionó para el resto de la película. Aunque no se ve fue asesinada.
En el cómic precuela de DOTM, Elita-One es asesinada por Shockwave en una misión y ella y Arcee desaparecen. 

### Transformers: la era de la extinción
Años después de la batalla en Egipto, Chromia fue catalogada como "fallecida" por el grupo de trabajo de la CIA, "Cemetery Wind".

## Transformers One
En la película animada, Chromia participó en la carrera Iacon 5000, superando rápidamente a Orion Pax y D-16 momentos antes de que el dúo minero pudiera cruzar la línea de meta. Su rostro eufórico se transmitió por todo Iacon como ganadora de la Iacon 5000.